# Метеор (фильм, 1979)
«Метеор» (англ. Meteor) — художественный фильм в жанре фильма-катастрофы.

## Сюжет
Космический корабль астронавтов, наблюдавших столкновение между кометой и астероидом под названием Орфей, уничтожен обломком. Траектория обломков пересекается с земной.
В это время на Земле разгорается острый политический кризис. Выясняется, что и у США, и у Советского Союза существуют запрещённые договорами орбитальные боевые платформы с ядерными боеголовками (названные «Геркулесом» и «Петром Великим» соответственно). Однако признаться в существовании этого вида орбитального оружия оба правительства отказываются.
Тем временем один из обломков падает и уничтожает Нью-Йорк. Две сверхдержавы наконец соглашаются объединить их оружие, чтобы отклонить Орфей от столкновения.

## В ролях
| Актёр           | Роль                 |
| --------------- | -------------------- |
| Шон Коннери     | Пол Бредли           |
| Генри Фонда     | президент США        |
| Григорий Ге     | премьер-министр СССР |
| Натали Вуд      | Татьяна Донская      |
| Мартин Ландау   | генерал Эдлон        |
| Карл Молден     | Гарри Шервуд         |
| Брайан Кит      | доктор Дубов         |
| Тревор Ховард   | Майкл Хьюз           |
| Биби Беш        | Хелен Брэдли         |
| Питер Бурн      | председатель ООН     |
| Филипп Стерлинг | представитель СССР   |
| Джонни Юни      | мужчина в Сибири     |
| Эйлин Саки      | женщина в Сибири     |